# Metarteríola

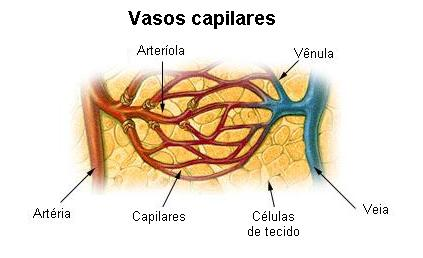

Metarteríola é uma ramificação direta da arteríola. Esse tipo de vaso capilar é envolto por músculo liso, que se contrai regulando a circulação nesses vasos quando não é necessária ocorrência de fluxo sanguíneo em toda rede de metarteríolas em determinado momento. Esses vasos ligam as arteríolas aos capilares.